# Костюмер (фильм, 1983)
«Костюмер» (англ. The Dresser) — кинофильм 1983 года, драма режиссёра Питера Йетса. Экранизация пьесы Рональда Харвуда.

## Сюжет
Действие фильма происходит в Англии во время Второй мировой войны. Труппа небольшого бродячего театра даёт спектакли по пьесам Шекспира в разных городах страны. Главные герои — хозяин театра и исполнитель главных ролей, которого все в театре зовут просто «сэр» (Альберт Финни) и костюмер Норман (Том Кортни). «Сэр» устал от бесконечных гастролей, тягот войны, неполноценной труппы, составленной из актёров и рабочих сцены, не признанных годными для воинской службы. И только бесконечное терпение и любовь Нормана помогают ему выжить в кошмаре войны и сыграть последнюю пьесу в его жизни — «Короля Лира».

## В ролях
- Альберт Финни — «Сэр»
- Том Кортни — Норман
- Зена Уолкер — Её светлость
- Майкл Гоф — Фрэнк Кэррингтон
- Айлин Эткинс — Мэдж
- Эдвард Фокс — Оксенби

## Премии и номинации
- 1984 — Берлинский кинофестиваль
  - премия «Серебряный медведь» лучшему актёру в главной роли (Альберт Финни)
  - премия C.I.D.A.L.C. (режиссёр Питер Йетс)
- 1984 — 5 номинаций на премию «Оскар»
  - Лучший фильм, лучшая работа режиссёра, лучший адаптированный сценарий, лучший актёр в главной роли (Альберт Финни, Том Кортни)
- 1984 — премия Золотой Глобус
  - Лучшая мужская роль — драма (Том Кортни)
  - номинация за лучший фильм, лучшую работу режиссёра, лучший сценарий, лучшую мужскую роль — драма (Альберт Финни)
- 1985 — номинация на премию BAFTA
  - Лучший фильм, лучшая работа режиссёра, лучший сценарий, лучший актёр в главной роли, лучшая актриса второго плана, лучшая работа художника гримёра.